# Carlos Emanuel de Vintimille
Carlos Emanuel de Vintimille (Versalles, 2 de septiembre de 1741 - Francia, 24 de febrero de 1814), hijo ilegítimo del rey Luis XV de Francia y de su amante Pauline Félicité de Mailly-Nesle. Lo apodaron El medio Luis, debido a su sorprendente parecido con su padre.

## Primeros años
Carlos nació el 2 de septiembre de 1741, hijo bastardo del rey Luis XV de Francia y de su amante Pauline Félicité de Mailly-Nesle. Su madre murió de convulsiones al dar a luz y fue criado por su tía, la Señora de Mailly y el rey se hizo cargo de sus necesidades, pero nunca le prestó mucha atención. Se parecía tanto a su padre, que fue llamado El medio Luis y el Pequeño Luis. Más tarde, Madame de Pompadour quiso casar a su hija con él, pero el rey no lo permitió.

## Carrera militar
En 1758, Carlos Emanuel se unió al Regimiento de Caballería de los Borbón. Luego, el año siguiente, se convirtió en capitán y luego gobernador de Porquerolles y lugarteniente en 1764. Al año siguiente, fue ascendido a coronel del regimiento Royal-Corsé y por último, en 1781, se convirtió en mariscal de campo.

## Matrimonio e hijos
El rey no le permitió casarse con la hija de su amante, Madame de Pompadour, entonces se casó en 1764 con Adelaida de Castellane (1746-1770), con quien tuvo tres hijos:
- Carlos Félix René de Vintimille (1765-1806), se casó en 1783 con María Gabriela Lévis (1765-1794), tuvo tres hijas.
- Adelaida Paulina Constantina de Vintimille (1767-1825), casada con Enrique Lostanges, marqués de Sainte-Alvère.
- Cándida Dorotea Luisa de Vintimille (1767-1825), casada con Jean-Baptiste Félix, barón de Ollières.

Como su hijo había muerto antes que él y sin hijos varones, la línea masculina de la familia de Vintimille du Luc se extinguió con Carlos Emanuel a su muerte en 1814.